# Bellheim (Verbandsgemeinde)
Bellheim est une Verbandsgemeinde (collectivité territoriale) de l'arrondissement de Germersheim dans la Rhénanie-Palatinat en Allemagne. Le siège de cette Verbandsgemeinde est dans la ville de Bellheim.
La Verbandsgemeinde de Bellheim consiste en cette liste d'Ortsgemeinden (municipalités locales) :
1. Bellheim
2. Knittelsheim
3. Ottersheim bei Landau
4. Zeiskam